# تور دوچرخه‌سواری پاریس–نیس
تور دوچرخه‌سواری پاریس–نیس (انگلیسی: Paris–Nice) یک تور دوچرخه‌سواری جاده در فرانسه است.
این تور که از سال ۱۹۳۳ هر سال برگزار می‌شود از شهر پاریس آغاز و پس از هشت روز رقابت در شهر نیس به پایان می‌رسد.

## نتایج

### بیشترین قهرمانی‌ها
| قهرمانی | دوچرخه‌سوار         | سال                                      |
| ------- | ------------------ | ---------------------------------------- |
| ۷       | شان کلی            | ۱۹۸۲، ۱۹۸۳، ۱۹۸۴، ۱۹۸۵، ۱۹۸۶، ۱۹۸۷، ۱۹۸۸ |
| ۵       | ژاک آنکتیل         | ۱۹۵۷، ۱۹۶۱، ۱۹۶۳، ۱۹۶۵، ۱۹۶۶             |
| ۳       | ادی مرکس           | ۱۹۶۹، ۱۹۷۰، ۱۹۷۱                         |
| ۳       | یوپ سوتملک         | ۱۹۷۴، ۱۹۷۵، ۱۹۷۹                         |
| ۳       | Laurent Jalabert   | ۱۹۹۵، ۱۹۹۶، ۱۹۹۷                         |
| ۲       | Maurice Archambaud | ۱۹۳۶، ۱۹۳۹                               |
| ۲       | Raymond Impanis    | ۱۹۵۴، ۱۹۶۰                               |
| ۲       | Fred De Bruyne     | ۱۹۵۶، ۱۹۵۸                               |
| ۲       | رمون پولیدو        | ۱۹۷۲، ۱۹۷۳                               |
| ۲       | میگل ایندوراین     | ۱۹۸۹، ۱۹۹۰                               |
| ۲       | تونی رومینگر       | ۱۹۹۱، ۱۹۹۴                               |
| ۲       | الکساندر وینوکوروف | ۲۰۰۲، ۲۰۰۳                               |
| ۲       | آلبرت کونتادور     | ۲۰۰۷, ۲۰۱۰                               |
| ۲       | ریچی پورت          | ۲۰۱۳, ۲۰۱۵                               |
| ۲       | ماکسیمیلیان شاخمان | ۲۰۲۰, ۲۰۲۱                               |

### برندگان بر پایه کشور
| قهرمانی | کشور                                      |
| ------- | ----------------------------------------- |
| ۲۱      | فرانسه                                    |
| ۱۴      | بلژیک                                     |
| ۸       | جمهوری ایرلند                             |
| ۶       | هلند · اسپانیا · آلمان                    |
| ۳       | ایتالیا · سوئیس · بریتانیا · کلمبیا       |
| ۲       | استرالیا · قزاقستان · ایالات متحده آمریکا |
| ۱       | اسلوونی                                   |